# Mozirska koča na Golteh
Mozirska koča je bila planinska koča, ki je ležala na spodnjem delu južnega pobočja Boskovca, kjer ta prehaja navzdol v strmino Male Kope na višini 1356 mnm v skrajnem vzhodnem delu Kamniško-Savinjskih Alp.
Mozirska koča je ena najstarejših planinskih koč nekdanjega Slovenskega planinskega društva - šesta po vrsti, zgrajena že leta 1896. Kočo so prvič povečali leta 1920, ko je pridobila kuhinjo in obednico, in več sob. Med drugo svetovno vojno so jo 1942 požgali. Nova je bila ponovno postavljena 1946, vendar je v znanem velikem gozdnem požaru leta 1950 pogorela. Ponovno so jo obnovili in predali namenu 1951. Sedaj je koča vključena v okvir Zimskoturističnega centra Golte. V bližini, v dolini Loke so smučišča za začetnike, tod je vlečnica Morava (200 m, 150 oseb na uro). 
24. februarja 2021 ob 19:27 je koča pogorela, posredovalo je 88 gasilcev iz šestih gasilskih društev. Dva dni kasneje so na kraj prišli kriminalisti. Vzrok požara še ni znan, planinsko društvo pa že pripravlja načrte za obnovo. Ta naj bi bila podobnih dimenzij in grajena v alpskem slogu, število ležišč naj bi bilo enako.

## Dostop
Po lokalni cesti do spodnje postaje gondolske žičnice v naselju Žekovec. Koča je od hotela pri zgornji postaji žičnice oddaljena okoli 10 minut hoje.

## Turno smučanje
Koča je izhodišče za turno smučanje:
- Loka-Stari stani
- Loka-Kal-Smrekovec.

## Izleti
- Boskovec (1587 m) - 1 ura
- Ojstri vrh (1584 m) - 45 min.
- Smrekovec (1577 m) - 3 ure